# Charles Tottie (affärsman)
Charles Tottie, född 26 april 1703 i Stockholm, död 22 januari 1776 i Stockholm, var en svensk grosshandlare och direktör samt ägare till Tottieska malmgården.

## Biografi
Charles Tottie var son till Thomas Tottie och dennes andra hustru Christina Schönman. Han blev grosshandlare och direktör samt var 1746 en av grundarna till  Stockholms stads brandförsäkringskontor. 1765-1773 uppförde han Tottieska malmgården. Han var gift med Maria Arfwedson, som var dotter till grosshandlaren Anders Arfwedson. Tillsammans fick det fyra barn som nådde vuxen ålder, brukspatron på Ön i Älvkarleby Thomas Tottie och grosshandlare Anders Tottie som fortsatte faderns verksamhet. De båda döttrarna giftes in i andra framstående köpmannafamiljer, Hebbe resp Küsel.
Charles Tottie dog 1776 i Stockholm.

## Utmärkelser
- Riddare av Vasaorden

## Bilder

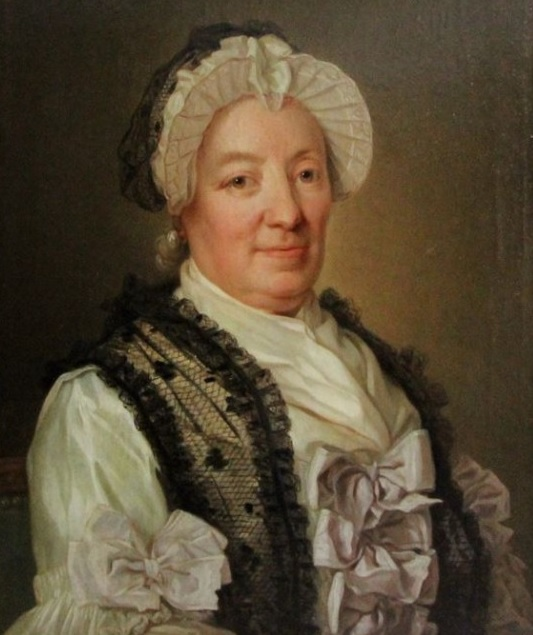
Porträtt från ca 1760 av Totties hustru, Maria Arfwedson. Okänd målare.